# SHMT2
SHMT2 (англ. Serine hydroxymethyltransferase 2) – білок, який кодується однойменним геном, розташованим у людей на 12-й хромосомі. Довжина поліпептидного ланцюга білка становить 504 амінокислот, а молекулярна маса — 55 993.
| 10         |  | 20         |  | 30         |  | 40         |  | 50         |
| ---------- |  | ---------- |  | ---------- |  | ---------- |  | ---------- |
| MLYFSLFWAA |  | RPLQRCGQLV |  | RMAIRAQHSN |  | AAQTQTGEAN |  | RGWTGQESLS |
| DSDPEMWELL |  | QREKDRQCRG |  | LELIASENFC |  | SRAALEALGS |  | CLNNKYSEGY |
| PGKRYYGGAE |  | VVDEIELLCQ |  | RRALEAFDLD |  | PAQWGVNVQP |  | YSGSPANLAV |
| YTALLQPHDR |  | IMGLDLPDGG |  | HLTHGYMSDV |  | KRISATSIFF |  | ESMPYKLNPK |
| TGLIDYNQLA |  | LTARLFRPRL |  | IIAGTSAYAR |  | LIDYARMREV |  | CDEVKAHLLA |
| DMAHISGLVA |  | AKVIPSPFKH |  | ADIVTTTTHK |  | TLRGARSGLI |  | FYRKGVKAVD |
| PKTGREIPYT |  | FEDRINFAVF |  | PSLQGGPHNH |  | AIAAVAVALK |  | QACTPMFREY |
| SLQVLKNARA |  | MADALLERGY |  | SLVSGGTDNH |  | LVLVDLRPKG |  | LDGARAERVL |
| ELVSITANKN |  | TCPGDRSAIT |  | PGGLRLGAPA |  | LTSRQFREDD |  | FRRVVDFIDE |
| GVNIGLEVKS |  | KTAKLQDFKS |  | FLLKDSETSQ |  | RLANLRQRVE |  | QFARAFPMPG |
| FDEH       |  |            |  |            |  |            |  |            |

A: Аланін

C: Цистеїн

D: Аспарагінова кислота

E: Глутамінова кислота

F: Фенілаланін

G: Гліцин

H: Гістидин

I: Ізолейцин

K: Лізин

L: Лейцин

M: Метіонін

N: Аспарагін

P: Пролін

Q: Глутамін

R: Аргінін

S: Серин

T: Треонін

V: Валін

W: Триптофан

Кодований геном білок за функціями належить до трансфераз, фосфопротеїнів. 
Задіяний у таких біологічних процесах, як одновуглецевий метаболізм, ацетилювання, альтернативний сплайсинг. 
Білок має сайт для зв'язування з піридоксаль-фосфатом. 
Локалізований у цитоплазмі, ядрі, мембрані, мітохондрії, внутрішній мембрані мітохондрії, мітохондріальному нуклеоїді.